# 哈利·斯泰爾斯
哈里·爱德华·斯泰尔斯（1994年2月1日—），英国男歌手、词曲作家和演员，男子组合1世代的成员之一。2021年第63屆葛萊美獎，以〈甜蜜滋味〉獲得最佳流行歌曲獎。2022年發行歌曲〈As It Was〉登上美國《告示牌》百大單曲榜冠軍，並連續15週排名第一。2022年4月成為科切拉音樂節領銜歌手，吸引了觀眾超過100,000人。2023年第65屆葛萊美獎，以《哈利屋》獲得年度專輯獎及最佳流行歌唱專輯獎。

## 生平
斯泰尔斯成长于柴郡霍姆斯查珀尔，在那里他曾作为一名歌手与他的乐队White Eskimo一同表演。2010年，哈里作为歌手参加了英国音乐选秀节目《X音素》，在個人賽被淘汰後，西蒙·高維爾決定將哈利和連恩·佩恩、贊恩·馬利克、路易·湯姆林森、奈爾·霍蘭组成单向组合。从此，单向组合发行了五张专辑，进行了四次全球巡回演出，并赢得了多项奖项。2015年，1世代宣布將於2016年休团并暂停组合活动。
2016年6月，斯泰尔斯作为歌手与哥伦比亚唱片签订了一份唱片合约。他的首支个人单曲〈時代印記〉发行于2017年4月7日，歌曲在英国达到了歌曲榜的第一位，在美国达到了第四位，歌曲的音乐录影带使他获得了一项全英音乐奖。他的同名首张专辑发行于2017年5月12日，登顶了英国和美国的专辑榜并获得了大多数的积极评价。哈利於2019年12月13日，推出了個人第二張個人專輯《搖滾界線》，獲得了極高的評價，銷量也超越了上一張專輯。
此外，斯泰尔斯还首次亮相于影视螢幕，2017年参演了克里斯托弗·诺兰执导的战争电影《敦刻尔克》。亦有時尚專欄指出哈利選擇衣服的品味極好，而2018年哈利為Gucci拍攝廣告，Gucci更為他特別設計巡迴演唱會服飾。

## 詞曲創作
除了一世代的歌及個人專輯中的歌曲外，哈利也積極地替其他歌手創作。
一世代之歌曲：
團中他參與創作的歌曲包括《青春無敵》中的〈Taken〉、《Take Me Home》中的〈They Don't Know About Us〉、〈Summer Love〉、《Midnight Memories》中的〈Happily〉、《Four》中的〈Night Changes〉、〈Stockholm Syndrome〉、《Made in the A.M.》中的〈Perfect〉、〈If I Could Fly〉。
為其他歌手創作的歌曲：
爱莉安娜·格兰德專輯《My Everything》中的〈Just A Little Bit Of Your Heart〉。
Alex & Sierra首張專輯中《It's About Us》中的〈I Love You〉。
麥可·布雷及梅根·崔娜的歌曲〈Someday〉。

## 個人生活
哈利现在同时住在英国伦敦和美国比华利山。
政治上，斯泰爾斯支持工黨。他也是一位女性主義者。
2016年5月，哈利在網站上宣布他剪掉了他的一頭長髮，並把頭髮捐贈給慈善組織 Little Princess Trust。
據說2012年底，他曾和美國創作歌手泰勒絲交往，在2013年1月分手。
傳聞他也曾與超模坎達兒·珍娜交往，但在2014年分手，之後雖然有過短暫復合，但不久後仍然分開。
據稱哈利與模特兒卡米爾·羅梅於2017年夏天交往至2018年7月。
哈利於2020年9月因拍攝Olivia wilde第二部導演新作「Don’t Worry Darling」而結識進而交往至今，2022年2月2日由Olivia Wilde ig 動態中得知她為哈利一同慶賀他28歲生日的到來，並度過愉悅的一天。

## 音樂作品
- 《哈利時代》（2017年）
- 《搖滾界線》（2019年）
- 《哈利屋》（2022年）

## 電影
- 《1世代：我們的世代》（2013年）
- 《1世代：我们所到之处-演唱會電影》 （2014年）
- 《敦克爾克大行動》（2017年）
- 《永恆族》（2021年）：片尾客串
- 《親愛的別擔心》（2022年）
- 《我的警察先生》（2022年）

## 外部連結
- One Direction的官方網站 （页面存档备份，存于）
- 哈利·斯泰爾斯的Facebook專頁
- 哈利·斯泰爾斯的X（前Twitter）
- 哈利·斯泰爾斯的Instagram帳戶